# Saint-Symphorien-d'Ozon
Saint-Symphorien-d'Ozon è un comune francese di 5 289 abitanti situato nel dipartimento del Rodano della regione Alvernia-Rodano-Alpi.

## Società

### Evoluzione demografica
Abitanti censiti

## Gemellaggi
- Burago di Molgora[2]